# 斯盖拉·格蕾
霍莉·布鲁克·哈菲尔曼（英語：Holly Brook Hafermann，1986年2月23日—），艺名斯盖拉·格蕾（英語：Skylar Grey），来自美国威斯康辛州马佐梅尼的创作型女歌手。在她17岁的2004年，她以霍莉·布鲁克的艺名，与环球音乐出版公司签订发行合同，并与林肯公园在华纳兄弟唱片公司的子品牌机修店唱片签订唱片录制合同。后来她的首张专辑《冷血爱人》（Like Blood Like Honey）于2006年由这两个厂牌发行。
2010年，她与埃米纳姆、蕾哈娜和英国唱片制作人亚历克斯小子（Alex da Kid）共同创作了单曲《爱你说谎的样子》（Love the Way You Lie），后来签约了他的唱片品牌KIDinaKORNER。格蕾因在数首热门单曲中担任客串歌手而知名，其中包括黑暗堡垒的《你的踪迹》（Where'd You Go）、吹牛老爹的《荣归故里》（Coming Home）、德瑞医生的《求助医生》（I Need a Doctor）、T.I.的《新派国歌》（New National Anthem）和妮琪·米娜的《谎言温床》（Bed of Lies）。格蕾的第二张专辑《别沮丧》（Don't Look Down）于2013年6月发行。该专辑促生了四首单曲《让我驾驭你》（C'mon Let Me Ride）。

## 经历

### 1994年-2004年：早年与事业起步
小时候格蕾与母亲组建民谣二重唱组合跨年代（Generations），两人与制作人兼工程师兰迪·格林（Randy Green）独立发行了三张专辑——《造梦家》（Dream Maker）、《我要飞》（Lift Me）和《千禧年儿童/等着你》（Millennial Child / Waiting for You）。格蕾15岁时偷溜到酒吧与爵士音乐家杰夫·艾克勒斯（Jeff Eckles）、蒂姆·惠伦（Tim Whalen）和莱昂·席然（Leo Sidran）在威斯康辛州麦迪逊组建了自己的第一支乐队。2003年，格蕾搬到洛杉矶，以之后用了几年的艺名霍莉·布鲁克录制了唱片样碟。这次试水给她在2004年带来了林肯公园吉他手布拉德·德尔森给她的乐队子品牌机修店唱片的合约，格蕾时年18岁。

### 2005年-2010年：《冷血爱人》
格蕾与乔·英格德斯比（Jon Ingoldsby）和美国女演员布丽·拉尔森共同创作了歌曲《做自己》（Done Like Me）和《她说》（She Said），歌曲收录于拉森的首张也是唯一一张专辑《Finally Out of P.E.》。2005年，格蕾客串了美国嘻哈组合黑暗堡垒的歌曲《你去了哪儿》和《出人头地》（Be Somebody）。《你去了哪儿》于2006年4月14日作为单曲发行，不久后音乐录音带发布。这首歌获得了商业上的成功，最终在美国公告牌百强单曲榜跻身前四，获得美国唱片工业协会铂金销量认证。与音乐制作人乔纳森·英格德斯比共事后，她个人的首张专辑《冷血爱人》由华纳兄弟唱片公司在2006年6月6日发布。专辑位列公告牌新晋专辑榜（Billboard Heatseekers Albums chart）第35位。期间，格蕾空降杰米·卡伦、凯蒂莲、丹尼尔·帕德、泰迪·盖格和邓肯·谢赫（Duncan Sheik）巡回演唱会开场表演。
透过与机修店唱片的密切联系，格蕾与林肯公园的属下组合超然风格（Styles of Beyond）和冷漠双煞（Apathy）有密切联系。格蕾客串了冷漠双煞第二张专辑《想要依偎》（Wanna Snuggle？，2009）中的两首歌《受害者》（Victim）和《明日无悲》（No Sad Tomorrow）。格蕾参与了邓肯·谢赫乐队的巡演，对邓肯2009年的专辑《小楼耳语》（Whisper House）有突出贡献。2009年，格蕾在欧洲歌唱大赛选手约翰娜·谷德伦·约恩斯多蒂尔首张专辑《蝴蝶与猫王》（Butterflies and Elvis）的和音。2009年8月，仍使用艺名霍莉·布鲁克的格蕾担任Ciao矿泉水的形象代言人，并为其演唱歌曲《雨又下了》（It's Raining Again）。2010年初，格蕾表演了《小楼耳语》的剧场版，与大卫·坡共同担任灵魂歌手。2010年6月10日，格蕾自行发布七首歌的迷你专辑《O'Dark: Thirty》。专辑由邓肯·谢赫和乔·英格德斯比制作。

### 2010年-2011年：新方向与艺名更改
布鲁克后来把艺名改成斯盖拉·格蕾，仍住在俄勒冈州，但新艺名没有被认可。格蕾前往纽约会见出版商珍妮弗·布莱克曼（Jennifer Blakeman），希望她能帮自己发表作品。布莱克曼建议格蕾跟英国音乐人兼唱片制作人亚历克斯·基德合作。格蕾透过电子邮件，联系到基德，基德把他创作过的几首歌曲发给格蕾。格蕾写的第一首歌是《爱你说谎的样子》（Love The Way You Lie）。这首歌得到美国说唱歌手埃米纳姆和巴巴多斯籍歌手蕾哈娜的帮助，这两人的版本成为全球热门歌曲，在26个榜单中位列榜首，获得四项格莱美奖提名。格蕾作曲的这首歌让她获得格莱美奖年度歌曲提名。格蕾创作了《爱你说谎的样子》埃米纳姆和蕾哈娜的三个版本的副歌，独唱版本后来收录到她的第四张迷你专辑《斯盖拉·格蕾听后即焚集》（The Buried Sessions of Skylar Grey，2012）。
艾利克斯的KIDinaKORNER厂牌与斯盖拉·格蕾签约制作协议。2010年，格蕾共同创作和客串演出吹牛老爹洗钱组（Diddy - Dirty Money）的单曲《回家》(），获得巨大的商业成功。也是在2010年，格蕾与美国说唱歌手T.I.和美国流行歌手克里斯蒂娜·阿奎莱拉共同创作歌曲《城墙》（Castle Walls）。
2011年2月1日，美国说唱歌手和著名嘻哈制作人德瑞医生发布了题为《我需要医生》的单曲，格蕾和埃米纳姆客串。歌曲在美国公告牌百强单曲榜中挤进前四，获得美国唱片工业协会双白金认证。格蕾改名后在第53届格莱美奖上首次亮相电视，与埃米纳姆和德瑞医生共同演绎歌曲《我需要医生》。期间，格蕾宣布启动新专辑《无敌状态》（Invisible）的创作。2011年3月，据透露格蕾已透过艾利克斯的KIDinaKORNER签约Interscope Records，宣布于春季推出单曲。2011年3月10日，吹牛老爹洗钱组与格蕾在美国偶像直播节目中表演歌曲《回家》。2011年末，格蕾客串鲁佩·菲亚斯科（Lupe Fiasco）专辑《彻底失败》（Lasers，2011）的第二首单曲。格蕾和鲁佩·菲亚斯科在2011年5月9日的科尔伯特报告表演了这首歌。
2011年6月6日，格蕾推出首支单曲《跳舞怎能缺了你》（Dance Without You）。歌曲MV于7月5日发布，《跳舞怎能缺了你》于2012年电影《舞出我人生4》中亮相。格蕾的第二首单曲是与专辑同名歌曲，于2011年6月16日在电台发布。2011年7月9日，格蕾在华盛顿特区的世界和平会议现场表演，第十四世达赖喇嘛出席会议。
2011年8月6日，格蕾亮相第20届洛拉帕罗扎音乐节，与艾米纳姆共同演唱歌曲《我需要医生》。翌日，Youtube特派员Karmin录制他们《我需要医生》的翻唱版本时，格蕾加入了这对二人组的即兴表演。格蕾还跟与有理想的说唱歌手艾利·波特（Eli Porter）亮相2011年9月20日的Tosh.0。2011年10月，格蕾客串美国DJ、音乐制作人卡斯柯（Kaskade）第七张专辑《冰火两重天》（Fire & Ice），创作并演唱了歌曲《幸福满屋》（Room for Happiness）的两个版本，该曲成为专辑的第三首单曲，也让她再次赢得格莱美奖提名。

### 2012年-2014年：《别沮丧》与合作曲目
2012年4月1日，格蕾与美国饶舌歌手机枪凯利在第二十八届摔角狂热大赛上表演歌曲《无敌》（Invincible），作为约翰·塞纳进场前的表演。2012年8月，格蕾两次在美国嘻哈巨星组合屠宰场乐团的第二张专辑《欢迎来到：我们的家》（Welcome to: Our House，2012）上担任嘉宾歌手。2012年9月，格蕾的歌曲《塑造怪物》（Building a Monster）出现在蒂姆·波顿的《科学怪狗》原声带中。
2012年，格蕾与德国俄罗斯裔电子舞曲音乐人合写的单曲《清澈》（Clarity）赢得第56届格莱美奖最佳舞曲唱片奖。2012年10月31日，格蕾宣布埃米纳姆将担任新专辑的执行制作，并透露专辑名称改为《别沮丧》。2012年12月11日，专辑主打单曲《让我驾驭你》发布，该曲由艾利克斯·基德制作，艾米纳姆客串，透过数字分发。歌曲于2013年1月15日登录各电台。
2013年2月，美国发片艺人希洛·格林发布了与格蕾共同创作的单曲《只有你》（Only You）。2013年3月8日，格蕾为DirecTV吉他中心栏目创作六首歌的合集。该期节目包括格蕾接受节目主持人尼克·哈克特（Nic Harcourt）采访。格蕾为改编自史蒂芬妮·梅尔小说的2013年电影《宿主》原声带专辑创作独家歌曲《失魂》（Slowly Freaking Out）。2013年4月，格蕾参与will.i.am第四章个人专辑《#willpower》歌曲《爱的子弹》（Love Bullets）的创作。
2013年4月7日，格蕾连续第二年亮相WWE摔角狂热大赛，在80676名摔迷面前，与吹牛老爹演唱第二十九届摔角狂热大赛主题曲《回家》。2013年4月16日，格蕾透过数字渠道发行《别沮丧》的第二首单曲《最后通牒》（Final Warning）。2013年6月4日，专辑第三首歌曲《尽情折磨我》（Wear Me Out）发布。专辑于2013年7月5日正式发布。专辑发行首周斩获美国公告牌二百强专辑榜榜首位置，在美国售出2.4万张。
2013年9月，格蕾发布了她翻唱的蠢朋克热门单曲《幸运儿》的MV。2013年10月，格蕾客串莫比第十一张专辑《无辜者》（Innocents）的单曲《末日》（The Last Day）。2013年10月17日，格蕾为电影《无尽的爱》2014年翻拍版演唱罗伯特·帕尔默歌曲《不知不觉爱上你》的新翻唱版本。2013年11月，格蕾亮相埃米纳姆第八张专辑《超级大痞子二部曲》歌曲《混蛋》（Asshole）。
2014年1月20日，格蕾与大卫·库塔发布单曲《开枪杀了我》（Shot Me Down），该曲系雪儿歌曲《Bang Bang（My Baby Shot Down）》的翻唱版。歌曲在许多国家的榜单中获得前十的优秀成绩。2014年3月，与美国发片艺人小子朱迪合作的单曲《英雄》（Hero）收录于《极品飞车》官方原声带。2014年8月，格蕾亮相美国饶舌歌手T.I.第九张专辑《文书》（Paperwork），演唱歌曲《新国歌》。2014年11月，格蕾客串Shady Records群星合辑《Shady XV》，与埃米纳姆和耶拉沃夫（Yelawolf）合唱歌曲《扭曲》（Twisted）。2014年，格蕾联合美国说唱歌手妮琪·米娜共同创作的歌曲《谎言之床》，收录于妮琪的第三张专辑《粉指印》（The Pinkprint）。格蕾在2014年MTV欧洲音乐大奖和《周六夜现场》上与妮琪共同演唱该曲。

### 2015年-至今：未来的专辑
格蕾在她的官方Instagram帐号上证实，第三章录音棚专辑将在2015年发行。2015年2月，格蕾发布电影《五十度灰》插曲《我认识你》（I Know You），该曲广受音乐评论家的好评，也在坐上了iTunes在许多国家的头把交椅。同样是在2月，格蕾证实她将演唱《速度与激情7》原声带插曲《回头是岸》（I Will Return）。2015年3月，她在iTunes上发布了歌曲《爱得上瘾》（Addicted to Love）的翻唱版和《你的话》（Words）的重制版，《你的话》2013年从iTunes上删除。2015年3月29日，格蕾第三次在摔角狂热大赛上献唱，在该赛事的第三十一届上与特拉维斯·巴克尔和墨迹小子表演曲目《崛起》（Rise）和《钱权当道》（Money and the Power）。
2015年5月18日，电音制作人电子鼠在SoundCloud上发布与卡斯柯代号为《Beneath With Me》的合作作品的试听版，格蕾献声。这首歌的最终定名尚未公布。

## 艺术风格
格蕾列举出影响到她的艺术家有垃圾合唱团的雪莉·曼森、琼尼·米歇尔、电台司令、玛丽莲·曼森、鲍勃·迪伦、尼尔·杨、萨拉·麦克拉克伦、埃米纳姆、俏妞的死亡计程车。
格蕾解释了她的艺名的含义：“它代表着人生的未知数。人们似乎害怕未知，但我完全相反。我潜入未知，因为我认为它是所有可能性出现的地方。”她向Beatweek解释选择带有e字的而不用a字的“格蕾”，是因为“我钟情于固有的做事方式，因为这很男性化。我不是一个很女性化的人。”

## 影视作品

### 电影
| 年份 | 名称                   | 角色 | 注释 |
| ---- | ---------------------- | ---- | ---- |
| 2014 | 《列侬或麦卡特尼》（Lennon or McCartney） | 自己 |      |

### 电视节目
| 年份     | 名称           | 角色 | 注释                                |
| -------- | -------------- | ---- | ----------------------------------- |
| 2011     | 《Tosh.0》     | 自己 | Eli Porter                          |
| 2013– 14 | 《周六夜现场》 | 自己 | 第39季第5集 第40季第8集（表演嘉宾） |

### 网络节目
| 年份 | 名称             | 角色 | 注释 |
| ---- | ---------------- | ---- | ---- |
| 2013 | 《灰熊日记》（The Grizzly Diaries） | 自己 | 1集  |

## 提名及奖项

### 格莱美奖
| 年份 | 大奖             | 提名                                    | 结果 |
| ---- | ---------------- | --------------------------------------- | ---- |
| 2011 | 年度歌曲         | 《爱你说谎的样子》                      | 提名 |
| 2011 | 最佳说唱歌曲     | 《爱你说谎的样子》                      | 提名 |
| 2012 | 最佳说唱歌曲     | 《我需要医生》（w.埃米纳姆 & 德瑞医生） | 提名 |
| 2012 | 最佳合作说唱歌曲 | 《我需要医生》（w.埃米纳姆 & 德瑞医生） | 提名 |

### MTV音乐录影带大奖
| 年份 | 大奖     | 提名                        | 结果 |
| ---- | -------- | --------------------------- | ---- |
| 2006 | 年度铃声 | 《你要去哪儿》 (w.黑暗堡垒) | 獲獎 |

### 《综艺》杂志年度突破奖
| 年份 | 大奖             | 提名        | 结果 |
| ---- | ---------------- | ----------- | ---- |
| 2014 | “乐坛新星”突破奖 | 斯盖拉·格蕾 | 獲獎 |

### Vevo认证大奖
| 年份 | 年份      | 提名                                 | 结果 |
| ---- | --------- | ------------------------------------ | ---- |
| 2011 | 1亿点击量 | 《回家》 (w.吹牛老爹-吹牛老爹洗钱组) | 獲獎 |
| 2011 | 1亿点击量 | 《我需要医生》 (w.埃米纳姆和德瑞医生 | 獲獎 |